# Che Zhou
Pour les articles homonymes, voir Che (homonymie).
Che Zhou (chinois simplifié : 车胄 ; chinois traditionnel : 車胄 ; pinyin : chē zhòu, ? - 199) est un général de la cavalerie légère des Han. Lorsque Cao Cao anéantit Lü Bu en l’an 199, Che Zhou est nommé Protecteur Impérial de la province de Xu. 
Peu après, quand Liu Bei quitte Cao Cao et vient dans la ville de Xuzhou, Che Zhou organise, selon un plan de Chen Deng, une embuscade afin de le tuer. Cependant, Chen Deng va tout raconter à Liu Bei et Guan Yu propose à son tour un plan dans lequel lui et ses hommes se font passer pour des soldats de Cao Cao afin d’entrer dans Xuzhou. Ainsi, Che Zhou sort de la ville pour accueillir les soldats et se fait trancher la tête par Guan Yu.